# Safetica
Safetica a.s. je česká technologická společnost působící na trhu softwarové ochrany dat před únikem a interními hrozbami. V roce 2007 ji založil Jakub Mahdal, generálním ředitelem je od roku 2024 Mirek Kren. Safetica působí v 55 zemích světa a chrání data automobilek, výrobních, strojírenských, finančních, obchodních i logistických firem. Na jaře 2016 se stala členem ESET Technologické aliance a v roce 2019 členem Fortinet Security Fabric.[zdroj?]